# Anna Kournikova
Anna Kournikova Iglesias (em russo:  Анна Сергеевна Курникова, Moscou, 7 de junho de 1981) é uma ex-tenista profissional russa. Foi número 1 em duplas, e top 10 em simples pela WTA. E ex-modelo.

## Carreira
Aos cinco anos recebeu a primeira raquete de ténis. Esta foi oferecida pelos pais que tiveram de vender a televisão para a comprar. Inicialmente, a ideia dos pais era apenas que fizesse exercício físico. A pequena Anna começou por jogar num clube ao pé de sua casa, ao mesmo tempo que prosseguia os estudos. Mas, aos onze anos mudou-se com a mãe para Flórida, nos EUA, para que pudesse aperfeiçoar-se com um treinador conceituado. Os treinos deram resultado e aos 14 anos venceu a Fed Cup a convite da Seleção Russa. Kournikova tornou-se a mais jovem tenista a vencer a competição. Ainda em 1995 venceu o Campeonato da Europa para tenistas de até 18 anos.
Com 15 anos, a jovem russa estreou no circuito feminino internacional, o WTA, no U.S. Open, onde foi eliminada pela alemã Steffi Graf, na altura a número 1. Mas, mesmo assim, foi considerada a melhor estreante da temporada. No ano seguinte, melhorou as suas prestações e chegou às quartas de finais do Torneio de Wimbledon, na Inglaterra, e venceu em Tóquio uma prova na categoria de duplas ao lado da norte-americana Monica Seles. Os bons resultados tornaram-se uma constante e chegou finalmente ao top 10 do ranking feminino.
Aos 18 anos venceu pela primeira vez um torneio profissional em Midland, no estado norte-americano do Michigan, assim como alcançou o primeiro triunfo numa prova do Grand Slam (os quatro torneios mais importantes da temporada) ao vencer ao lado da suíça Martina Hingis a categoria de duplas do Aberto da Austrália. Nessa época, acabou o ano no primeiro lugar do ranking feminino de duplas. Em 2000 regressou ao décimo lugar do ranking individual, numa altura em que já era treinada pela mãe. Seus maiores triunfos foram quando jogava em duplas, principalmente com Hingis, quando chegaram a ser número 1 do mundo no ranking WTA em 2000.
Paralelamente à carreira desportiva, dedicou-se à publicidade, participando como modelo em campanhas para diversas marcas conceituadas e aparecendo na capa de inúmeras revistas. Tais atitudes acabaram gerando inúmeras críticas, já que nunca ganhara nenhum torneio em simples e usava sua beleza física para se promover facilmente em todo o mundo. Aliadas a isso, algumas lesões sucessivas a forçaram a um fim de carreira repentino no ano de 2003.
Anna Kurnikova participou junto com Martina Hingis de um jogo exibição no Ginásio do Ibirapuera, em São Paulo, no mês de novembro de 2000; anos mais tarde retornou para mais uma apresentação no Rio de Janeiro, onde jogou em uma quadra construída na praia.

## Vida pessoal
Desde 2001 namora com o cantor espanhol Enrique Iglesias. Anna tem uma fortuna de 50 milhões de dólares

Kournikova preparando para sacar

Em dezembro de 2017, Enrique Iglesias e Anna Kournikova foram pais de um menino e de uma menina.
Enrique e Anna Kounikova anunciaram o nascimento do terceiro bebê, no dia 30 de janeiro de 2020, uma menina que recebeu o nome de Masha. 
| Resultado | Ano  | Campeonato          | Piso   | Parceira       | Oponentes                                  | Placar             |
| Campeã    | 1999 | Australian Open     | Duro   | Martina Hingis | Lindsay Davenport Natasha Zvereva          | 7–5, 6–3           |
| Vice      | 1999 | Aberto da França    | Saibro | Martina Hingis | Serena Williams Venus Williams             | 3–6, 7–6(7–2), 6–8 |
| Campeã    | 2002 | Australian Open (2) | Duro   | Martina Hingis | Daniela Hantuchová Arantxa Sánchez Vicario | 6–2, 6–7(4–7), 6–1 |

### Duplas Mistas
| Resultado | Ano  | Campeonato | Piso  | Parceiro       | Oponentes                            | Placar        |
| Vice      | 1999 | Wimbledon  | Grama | Jonas Björkman | Leander Paes Lisa Raymond            | 4–6, 6–3, 3–6 |
| Vice      | 2000 | US Open    | Duro  | Max Mirnyi     | Jared Palmer Arantxa Sánchez Vicario | 4–6, 3–6      |

#### WTA Tour Championships

Kournikova e Hingis (Sydney, 2002)

| Resultado | Ano  | Campeonato        | Piso    | Parceira       | Oponentes                              | Placar   |
| Campeã    | 1999 | New York City     | Carpete | Martina Hingis | Larisa Neiland Arantxa Sánchez Vicario | 6–4, 6–4 |
| Campeã    | 2000 | New York City (2) | Carpete | Martina Hingis | Nicole Arendt Manon Bollegraf          | 6–2, 6–3 |

#### WTA Tier I
| Resultado | Ano  | Campeonato   | Piso    | Parceira          | Oponentes                             | Placar                  |
| Campeã    | 1999 | Indian Wells | Duro    | Martina Hingis    | Mary Joe Fernández Jana Novotná       | 6–2, 6–2                |
| Campeã    | 1999 | Roma         | Saibro  | Martina Hingis    | Alexandra Fusai Nathalie Tauziat      | 6–2, 6–2                |
| Vice      | 2000 | Indian Wells | Duro    | Natasha Zvereva   | Lindsay Davenport Corina Morariu      | 6–3, 6–2                |
| Vice      | 2000 | Moscou       | Carpete | Martina Hingis    | Julie Halard-Decugis Ai Sugiyama      | 4–6, 6–4, 7–6(7–5)      |
| Campeã    | 2000 | Zürich       | Carpete | Martina Hingis    | Kimberly Po Anne-Gaëlle Sidot         | 6–3, 6–4                |
| Vice      | 2001 | Tokyo        | Duro    | Iroda Tulyaganova | Lisa Raymond Rennae Stubbs            | 7–6(7–5), 6–2, 7–6(8–6) |
| Campeã    | 2001 | Moscou       | Carpete | Martina Hingis    | Elena Dementieva Lina Krasnoroutskaya | 7–6(7–1), 6–3           |

## WTA Tour finais

### Simples (4)

#### Runner-ups (4)
| Legenda                   |
| ------------------------- |
| Tier I (3)                |
| Tier II (0)               |
| Tier III (0)              |
| Tier IV (1)               |
| Grand Slam (0)            |
| WTA Tour Championship (0) |
| ITF Circuito (0)          |

| N. | Data             | Torneio            | Local'            | Piso    | Oponente       | Placar        |
| 1. | 29 Março 1998    | Sony Ericsson Open | Key Biscayne, EUA | Duro    | Venus Williams | 2–6, 6–1, 6–4 |
| 2. | 4 Abril 1999     | Family Circle Cup  | Hilton Head, EUA  | Saibro  | Martina Hingis | 6–3, 6–4      |
| 3. | 29 Outubro 2000  | Kremlin Cup        | Moscou, Rússia    | Carpete | Martina Hingis | 6–3, 6–1      |
| 4. | 15 Setembro 2002 | China Open         | Shanghai, China   | Duro    | Anna Smashnova | 6–2, 6–3      |

### Títulos da WTA Tour (16)

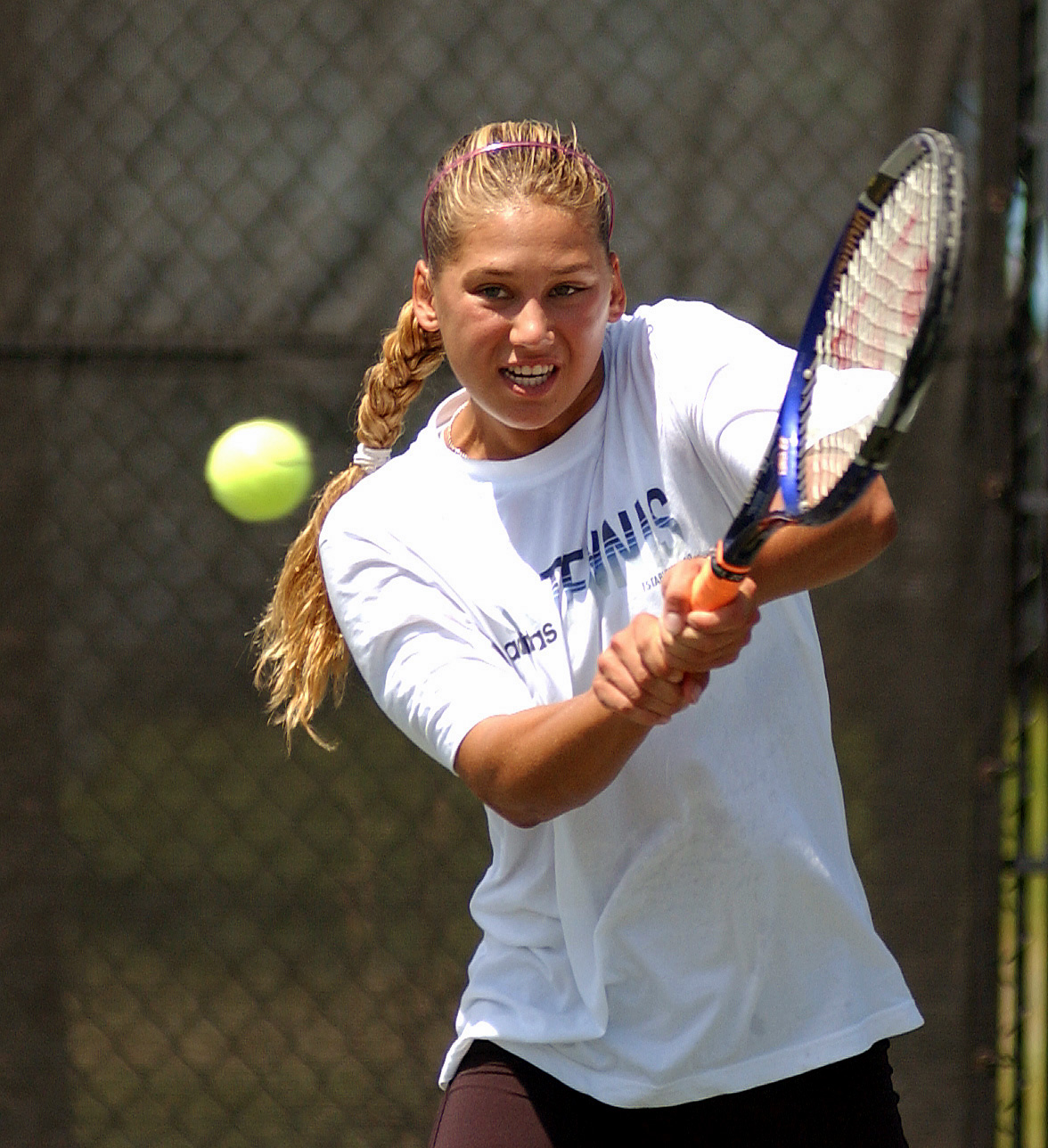
Kournikova.

#### Duplas (16)
| Legenda            |
| Grand Slam (2)     |
| Títulos da WTA (2) |
| Tier I (4)         |
| Tier II (6)        |
| Tier III (1)       |
| Tier IV (1)        |

| No. | Data                   | Torneio                             | Superfície | Parceiro        | Adversários na Final                         | Resultado      |
| 1.  | 21 de setembro de 1998 | Tóquio, Japão                       | Dura       | Monica Seles    | Mary Joe Fernández & Arantxa Sánchez Vicario | 6-4 6-4        |
| 2.  | 8 de janeiro de 1999   | Aberto da Austrália, Melbourne      | Dura       | Martina Hingis  | Lindsay Davenport & Natasha Zvereva          | 7-5, 6-3       |
| 3.  | 1º de março de 1999    | Indian Wells Masters, EUA           | Dura       | Martina Hingis  | Mary Joe Fernández & Jana Novotna            | 6-2, 6-2       |
| 4.  | 3 de maio de 1999      | Rome Masters, Itália                | Saibro     | Martina Hingis  | Alexandra Fusai & Nathalie Tauziat           | 6-2, 6-2       |
| 5.  | 14 de junho de 1999    | Eastbourne, Inglaterra              | Grama      | Martina Hingis  | Jana Novotná & Natasha Zvereva               | 6-4, ret.      |
| 6.  | 15 de novembro de 1999 | WTA Championships, Nova Iorque, EUA | Carpete    | Martina Hingis  | Larisa Neiland & Arantxa Sánchez Vicario     | 6-4, 6-4       |
| 7.  | 3 de janeiro de 2000   | Gold Coast, Austrália               | Dura       | Julie Halard    | Sabine Appelmans & Rita Grande               | 6-3, 6-0       |
| 8.  | 1º de maio de 2000     | Hamburgo, Alemanha                  | Saibro     | Natasha Zvereva | Nicole Arendt & Manon Bollegraf              | 65-7, 6-2, 6-4 |
| 9.  | 2 de outubro de 2000   | Filderstadt, Alemanha               | Dura (I)   | Martina Hingis  | Arantxa Sánchez Vicario & Barbara Schett     | 6-4, 6-2       |
| 10. | 9 de outubro de 2000   | Zurique, Suíça                      | Carpete    | Martina Hingis  | Kimberly Po & Anne-Gaëlle Sidot              | 6-3, 6-4       |
| 11. | 6 de novembro de 2000  | Filadélfia, EUA                     | Carpete    | Martina Hingis  | Lisa Raymond & Rennae Stubbs                 | 6-2, 7-5       |
| 12. | 13 de novembro de 2000 | WTA Championships, Nova Iorque, EUA | Carpete    | Martina Hingis  | Nicole Arendt & Manon Bollegraf              | 6-2, 6-3       |
| 13. | 8 de janeiro de 2001   | Sydney, Austrália                   | Dura       | Barbara Schett  | Lisa Raymond & Rennae Stubbs                 | 6-2, 7-5       |
| 14. | 1º de outubro de 2001  | Moscou, Rússia                      | Carpete    | Martina Hingis  | Elena Dementieva & Lina Krasnoroutskaya      | 7-6¹, 6-3      |
| 15. | 14 de janeiro de 2002  | Aberto da Austrália, Melbourne      | Dura       | Martina Hingis  | Daniela Hantuchová & Arantxa Sánchez Vicario | 6-2, 64-7, 6-1 |
| 16. | 14 de janeiro de 2002  | Xangai, República Popular da China  | Dura       | Janet Lee       | Ai Sugiyama & Rika Fujiwara                  | 7-5, 6-3       |

### Histórico de desempenho em Simples
| Torneio                            | 1995  | 1996  | 1997  | 1998  | 1999  | 2000  | 2001  | 2002  | 2003  | SR na carreira | V-D na carreira |
| ---------------------------------- | ----- | ----- | ----- | ----- | ----- | ----- | ----- | ----- | ----- | -------------- | --------------- |
| Aberto da Austrália                | A     | A     | 1R    | 3R    | 4R    | 4R    | QF    | 1R    | 2R    | 0 / 7          | 13-7            |
| Roland Garros                      | A     | A     | 3R    | 4R    | 4R    | 2R    | A     | 1R    | A     | 0 / 5          | 9-5             |
| Wimbledon                          | A     | A     | SF    | A     | 4R    | 2R    | A     | 1R    | A     | 0 / 4          | 9-4             |
| U.S. Open                          | A     | 4R    | 2R    | 4R    | A     | 3R    | A     | 1R    | A     | 0 / 5          | 9-5             |
| SR em Grand Slam                   | 0 / 0 | 0 / 1 | 0 / 4 | 0 / 3 | 0 / 3 | 0 / 4 | 0 / 1 | 0 / 4 | 0 / 1 | 0 / 21         | N/A             |
| Vitórias-Derrotas em Grand Slam    | 0-0   | 3-1   | 8-4   | 8-3   | 9-3   | 7-4   | 4-1   | 0-4   | 1-1   | N/A            | 40-21           |
| WTA Tour Championships             | A     | A     | A     | A     | A     | A     | A     | A     | A     | 0 / 0          | 0-0             |
| Tóquio                             | A     | A     | A     | A     | QF    | QF    | SF    | SF    | A     | 0 / 4          | 9-4             |
| Indian Wells                       | A     | A     | 2R    | 3R    | 1R    | 3R    | A     | 2R    | A     | 0 / 5          | 4-5             |
| Miami                              | A     | A     | 4R    | F     | 4R    | 4R    | A     | 1R    | 1R    | 0 / 6          | 12-6            |
| Charleston                         | A     | A     | A     | A     | F     | 3R    | A     | 1R    | 1R    | 0 / 4          | 5-4             |
| Berlim                             | A     | A     | QF    | SF    | 1R    | 2R    | A     | A     | A     | 0 / 4          | 7-4             |
| Roma                               | A     | A     | 2R    | QF    | 3R    | A     | A     | 3R    | A     | 0 / 4          | 8-4             |
| San Diego¹                         | A     | A     | A     | A     | 2R    | SF    | 2R    | SF    | A     | 0 / 4          | 8-4             |
| Montreal/Toronto                   | A     | A     | A     | 3R    | A     | 3R    | A     | 3R    | A     | 0 / 3          | 5-3             |
| Moscou ²                           | 2R    | 2R    | A     | 1R    | A     | F     | 1R    | 2R    | A     | 0 / 6          | 6-5             |
| Zurique                            | A     | 2R    | A     | 1R    | A     | QF    | 1R    | A     | A     | 0 / 4          | 2-4             |
| Finais alcançadas                  | 0     | 0     | 0     | 1     | 1     | 1     | 0     | 1     | 0     | N/A            | 4               |
| Torneios vencidos                  | 0     | 0     | 0     | 0     | 0     | 0     | 0     | 0     | 0     | N/A            | 0               |
| Vitórias-Derrotas em quadra dura   | 0-0   | 7-3   | 6-6   | 23-12 | 11-7  | 26-13 | 6-6   | 18-13 | 1-3   | N/A            | 98-63           |
| Vitórias-Derrotas em saibro        | 0-0   | 0-0   | 6-3   | 12-4  | 13-5  | 6-5   | 0-0   | 6-8   | 0-2   | N/A            | 43-27           |
| Vitórias-Derrotas em grama         | 0-0   | 0-0   | 5-1   | 3-0   | 6-2   | 2-2   | 0-0   | 0-2   | 0-0   | N/A            | 16-7            |
| Vitórias-Derrotas em carpete       | 1-1   | 1-2   | 0-0   | 2-3   | 5-5   | 13-9  | 4-4   | 4-1   | 0-0   | N/A            | 30-25           |
| Total de Vitórias-Derrotas         | 1-1   | 8-5   | 17-10 | 40-19 | 35-19 | 47-29 | 10-10 | 28-24 | 1-5   | N/A            | 187-122³        |
| Ranqueamento em final de temporada | 281   | 57    | 32    | 13    | 12    | 8     | 74    | 35    | 305   | N/A            | N/A             |

- A = não participou do torneio (ausente)
- SR = proporção entre o número de torneios disputados e o de torneios vencidos
- ¹ O torneio de San Diego foi elevado ao estatuto de Tier I (mais importantes do circuito feminino) apenas em 2004.
- ² O torneio de Moscou foi elevado ao estatuto de Tier I em 1997.
- ³ Se os resultados do circuito feminino da ITF e da Federations Cup forem incluídos, o histórico de vitórias-derrotas passa a ser de 209-129.